# Замотаєва
Замота́єва (рос. Замотаева) — присілок у складі Слободо-Туринського району Свердловської області. Входить до складу Усть-Ніцинського сільського поселення.
Населення — 43 особи (2010, 73 у 2002).
Національний склад населення станом на 2002 рік: росіяни — 91 %.